# Elaia (Äolien)
Elaia (altgriechisch Ἐλαία) war eine antike griechische Stadt an der Westküste Kleinasiens in der Landschaft Aiolis beim heutigen Dorf Kazıkbağları, südwestlich von Zeytindağ im Landkreis Bergama in der türkischen Provinz Izmir.
Elaia lag an der Mündung des Kaïkos. Im 5. Jahrhundert v. Chr. wurde Elaia Mitglied des Attischen Seebunds. Eigene Münzen prägte die Stadt im 5. und 4. Jahrhundert und wieder in der römischen Kaiserzeit (1. bis 3. Jahrhundert n. Chr.), als Elaia zur Provinz Asia gehörte. Während des Hellenismus diente die Stadt als Hafen für das im Landesinnern liegende Pergamon. Ein Erdbeben richtete im Jahr 90 n. Chr. schwere Verwüstungen an. In der Spätantike war Elaia Sitz eines Bischofs; auf das Bistum geht das Titularbistum Elaea der römisch-katholischen Kirche zurück.
Es sind nur wenige archäologische Reste der Stadt erhalten, vor allem die etwa 200 m lange Hafenmole. Seit 2006 werden Elaia und seine Hafenanlagen vom Deutschen Archäologischen Institut erforscht.